# Обоватол
Обоватол — це біфенольний протизапальний, анксіолітичний і ноотропний засіб, виділений із кори магнолії обовуватої. Це біфеніл лігнан.